# Optički reflektometar niske koherentnosti
Optički reflektometar niske koherentnosti (skraćeno OLCR) je biometrijski dijagnostički uređaj koji se koristi u oftalmologiji za merenje aksijalnih dimenzija i prednjeg dela ljudskog oka, i određivanje odgovarajućih intraokularnih sočiva (skraćeno IOL) za pacijenta.

## Namena
Osnovna uloga optičkog reflektometra niske koherentnosti je određivanje dioptrije arteficijalnog sočiva koje se ugrađuje pacijentima tokom operacije katarakte, naročito kod ugradnje premijum sočiva, u čiju grupu spadaju multifokalna sočiva. 
Ovim aparatom dobijaju se mnogo preciznija merenja (sa preciznošću od samo 0,01 mm) za razliku od onih koji se dobijenih ultrazvukom (koji meri sa precinošću od 0,1 mm). U tom smislu OLCR spektar može se koristiti kako bi se otkrile indukovane promene indeksa, koji se kreću od 0,64 x 10-3 do 1,16 x 10 sup>-3, sa tačnošću od nekoliko procenata. Raspon promena može se dobiti podešavanjem položaja minimalnih oscilacija u OLCR spektru.
Koristi se i kao priprema u hirurgiji katarakte i u refraktivnoj hirurgiji.

## Princip rada OLCR
Rad aparata bazira se na nisko koherentnoj reflektometriji, najnaprednijoj i najpreciznijoj optičkoj metodi za merenje aksijalne dužine oka, sa preciznošću od samo 0,01 mm. 
Kako je u aparatu integrisan softver koji koristi  3. i 4. generaciju formula za izračunavanje dioptrijske jačine intraokularnog sočiva, on je prilagođen i za osobe sa visokom minus dioptrijom, afakne oči ili one sa silikonskim uljem u oku, jer uz pomoć superluminescentne diode (SDL) optički zrak bolje prodire kroz zamućeno sočivo.

## Funkcije OLCR
Ključne funkcije optičkog reflektometra niske koherentnosti su merenja:
- Dužine očne jabučice
- Debljine rožnjače (pahimetrija)
- Dubine prednje očne komore
- Debljine prirodnog sočiva u oku
- Debljine mrežnjače
- Zakrivljenosti rožnjače (keratometriju)
- Širine zenice i odnosa optičke ose u odnosu na centar zenice